# トゥーザワールド
株式会社トゥーザワールドは、かつて存在した日本の企業。
ソーシャルゲーム・コンシューマゲームとそれに付随する各種広告・販促物等イラスト、簡易動画（Live2D・E-mote等）、イラスト制作示書などの制作を主力業務としていたが、2017年4月に事業を停止。同年7月19日に東京地方裁判所から破産手続開始決定を受けた。

## 沿革
- 2012年（平成24年）3月 - 株式会社トゥーザワールドを設立
- 2013年（平成25年）11月 - 資本金を3000万円に増資。
- 2014年（平成26年）
  - 2月 - 事業拡大のため事務所を千代田区一番町から千代田区平河町に移転。
  - 3月 - 資本金を7200万円に増資。
  - 4月 - ゲーム用指示書制作代行事業を開始。
  - 5月 - LINEスタンプ制作事業を開始
- 2016年（平成28年）　
  - 1月 - 業務拡大のため5階を増床
  - 9月30日 ‐ 商業登記上本店所在地を7階から5階へ移動
- 2017年（平成29年）
  - 4月 ‐ 事業資金ショートのため、事業停止
  - 7月19日 ‐ 東京地裁において破産手続開始の決定を受けた。
  - 10月13日 ‐ 破産財団をもって費用の支弁に不足するため、本件破産手続の廃止を決定

## 海外拠点
- 中国(上海)
- 台湾(台北)
- 香港
- タイ(バンコク)
- フィリピン(マニラ)

## 主な取引先
- 株式会社スクウェア・エニックス
- コナミ株式会社
- グリー株式会社
- 株式会社ディー・エヌ・エー
- 株式会社D2C
- 株式会社KADOKAWA
- 株式会社ポケラボ
- 株式会社コロプラ
- 株式会社マーベラスAQL
- 株式会社イグニス
- 株式会社enish
- 株式会社Aiming
- 株式会社エムティーアイ
- シンクラウド株式会社
- 株式会社ドリコム
- 株式会社CyberX